# Linderoths urfabrik

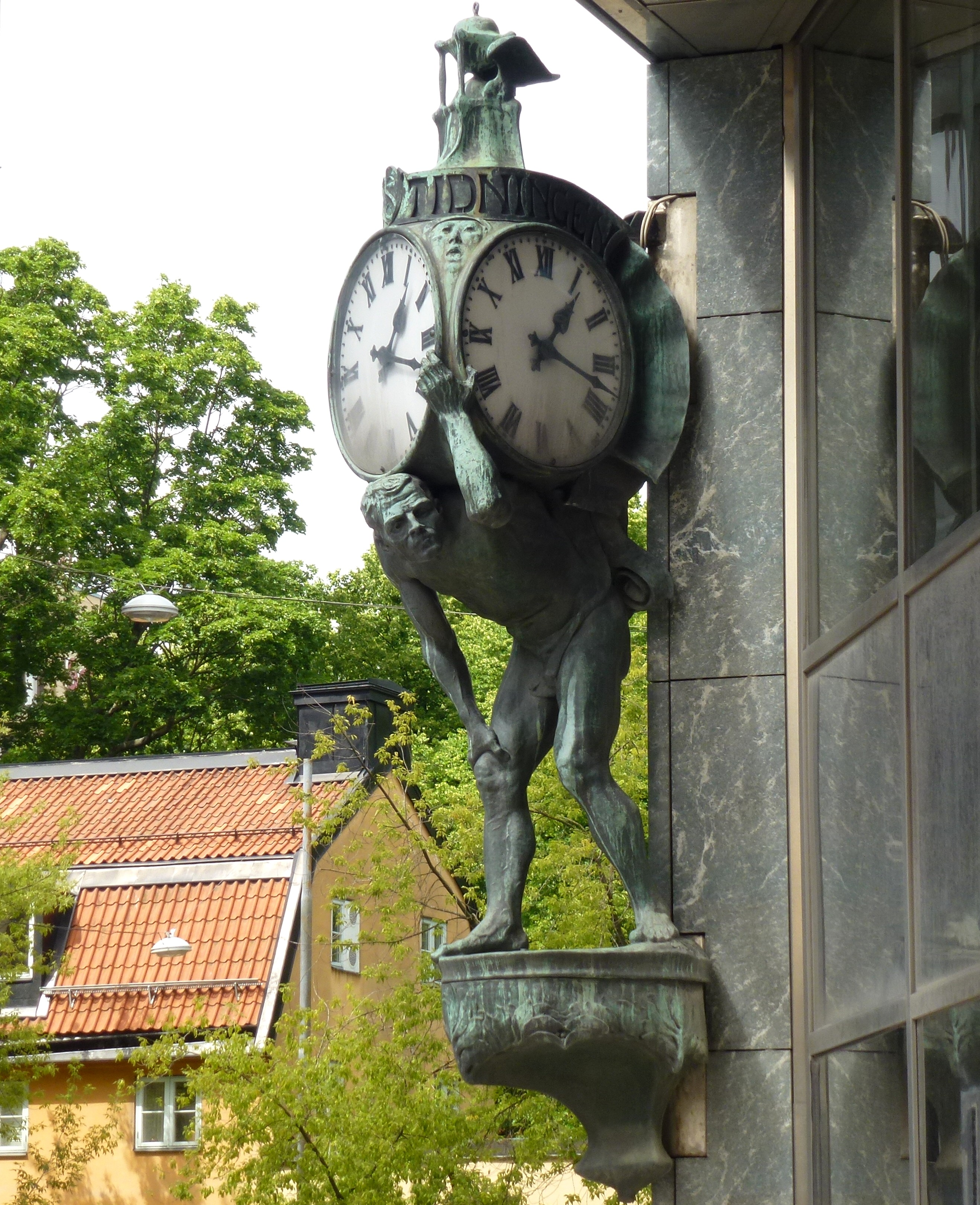
Stockholms-Tidningens klocka från 1903. Foto: juli 2012.

Linderoths urfabrik existerade mellan 1844 och 1963 med tillverknings- och försäljningslokaler vid Drottninggatan 28 i Stockholm. Företaget grundades av Gustaf Wilhelm Linderoth och fördes vidare av hustrun Betty Linderoth och sonen Johan Gustaf Linderoth. G.W. Linderoths urfabrik ansågs på sin tid vara Sveriges ledande tillverkare av ur med produktion av speciellt tornur över hela världen. 
En känd klocka ur firmans produktion är Linderoths kalenderur som ibland kallas Linderoths ur och som finns på fasaden av före detta Kreditbankens hus vid Norrmalmstorgs östra sida i Stockholm. Uret tillverkades 1887 av G.W. Linderoths urfabrik och satt ursprungligen på husfasaden ovanför företagets urfabrik vid Drottninggatan. Där visade den tid och datum fram till 1968 då huset revs. Uret monterades åter upp 1977 på sin nuvarande plats. Ett av Linderoths ur är det enda som är kvar från tidningserans tid i Klarakvarteren. Det är Stockholms-Tidningens gamla klocka från 1903, gestaltad som en skulptur av Gottfrid Larsson och pryder hörnet av Vattugatan och Klara södra kyrkogata i Stockholm.
Det finns emellertid många "Lindroths ur" bevarade i Stockholm och Sverige, bland dem tornklockan på  Storkyrkan, Stockholms stadshus  och Centralposthuset samt fasadklockan på Landstingshuset. Linderoths huvudkonkurrent i branschen var F.W. Tornberg med lokaler vid Gustav Adolfs torg 14.

## Företaget
| G.W. Linderoth och sonen J.G. Linderoth |  | G.W. Linderoth och sonen J.G. Linderoth |
| G.W. Linderoth och sonen J.G. Linderoth |  |                                         |

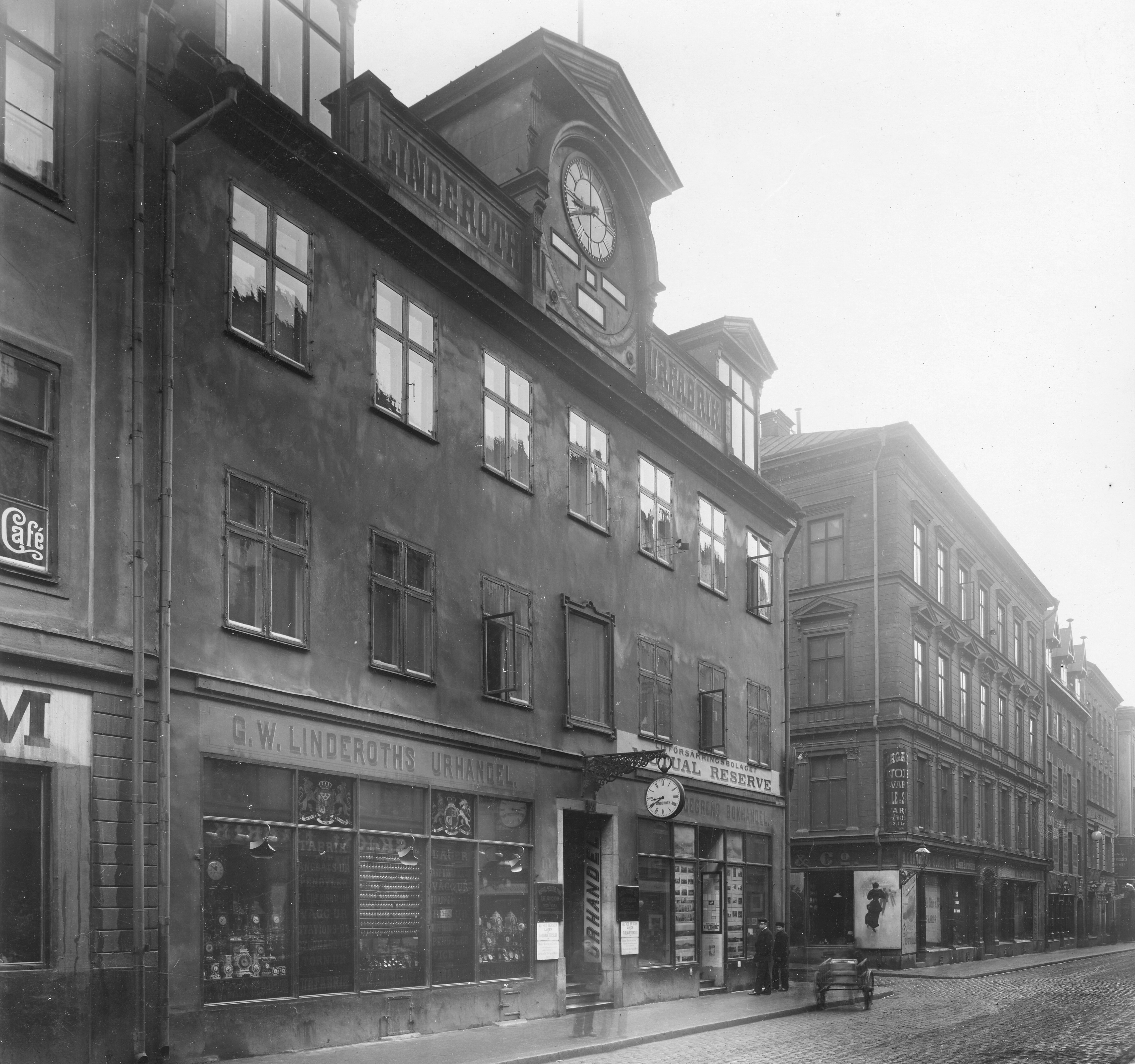
G.W. Linderoths urfabrik 1895.

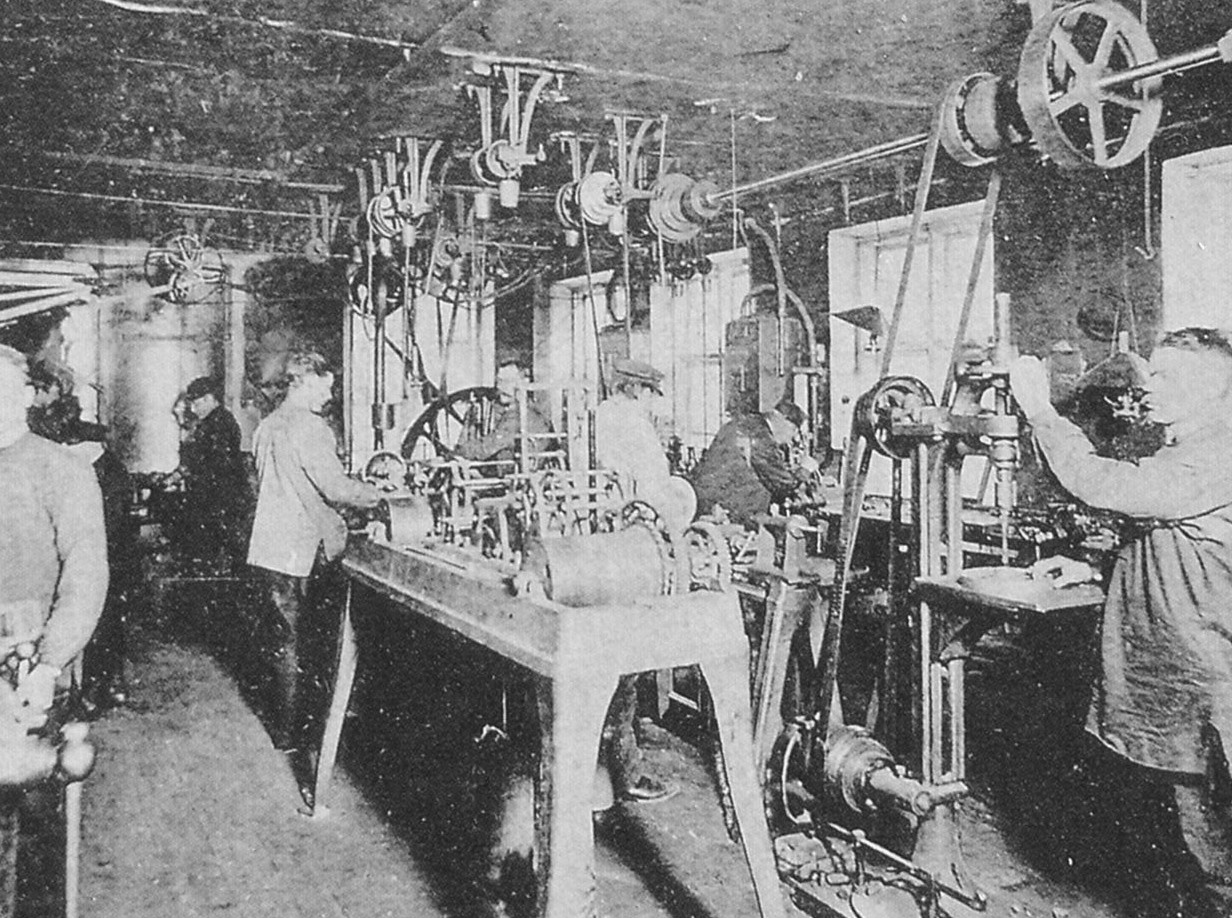
Tornursverkstaden kring 1890.

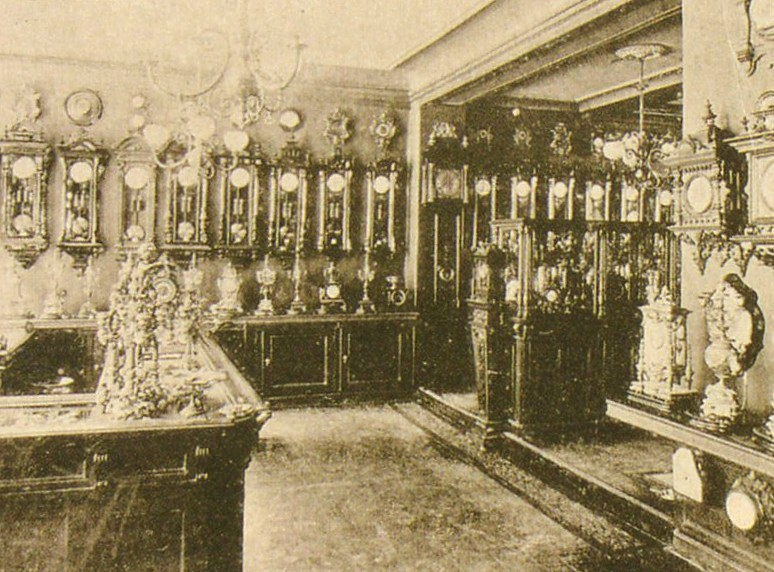
Försäljningslokalen på 1890-talet.

"Linderoths urfabrik" grundades den 28 maj 1844 av Gustaf Wilhelm Linderoth då han övertog urmakare Malmströms butik vid Drottninggatan 28. Malmström handlade med ur och hade reparation av klockor, men ingen tillverkning. Linderoth företog, särskilt i yngre år, studieresor till England, Schweiz och Tyskland och återkom från dessa med nya modeller och idéer. Han började tillverka fickur, pendyler, väggur och den första svensktillverkade kronometern. En viktig vändning för Linderoths firma inträffade 1853, då Oscar I för det brandskadade Tullgarns slott beställde ett tornur. Det var nu som Linderoth fick idén att lägga tyngdpunkten på tillverkning av större ur. 
År 1860 beställde Statens Järnvägar (SJ) det första stationsuret, det blev början av en lång och framgångsrik tillverkning av tornur, stationsur, fasadur och liknande. Fram till 1871 fabricerade Linderoth 510 ur av typ byggnadsur, stationsur, tornur, loggverk, regulatorer och skeppsur till ett tillverkningsvärde av nära 175 000 kr. Linderoth innehade även ett flertal förtroendeuppdrag. Han tillhörde Stockholms stadsfullmäktiges första ledamotsuppsättning 1863, och han var ledamot av Svenska slöjdföreningen och Stockholms stads hantverksförening.
Efter grundarens bortgång 1871 fortsatte dennes hustru Betty Linderoth att driva företaget, även hon var en skicklig urmakare. Hon blev 1862 den första kvinnliga svenska urmakare som fick sitt arbete utställt på International Exhibition 1862 i England, där hon fick ett hedersomnämnande. Sonen Johan G. Linderoth (1848–1924) övertog firman 1872. Firman förfogade även över en av Sveriges skickligaste konstruktörer av ur och precisionsinstrument, Claes Gustaf Schweder. Han kom redan 1858 till firman, blev verkmästare 1871 och gick i pension 1916. De tornur som han konstruerade hörde till de bästa i världen. Bland dem kan nämnas Klara kyrkas tornur som hade en av Schweder förbättrad  grahamgång (en precisionsgång för pendelur) med konstant kraft. Det innebar att exempelvis vindtryck på de stora visarna inte inverkade på den kraft som tillfördes av verket.
År 1884, när Johan G. Linderoth av Oscar II utnämndes till hovurmakare, ansågs hans fabrik som den avgjort ledande i sin bransch. Under Johan G. Linderoth expanderade firman ytterligare. Utöver tillverkningen av större ur blev firman känd för sina fina vetenskapliga instrument. Hit hörde exempelvis en milräkningsmaskin från 1872 innehållande 1000 räkneverk för Statens järnvägars vagnpark och en elektrisk kontrollapparat 1904 för att mäta tågens hastighet över Forsmobron i Ångermanland.
John G. Linderoth:s adoptivson, Lars Linderoth (1877–1942) övertog firman 1924. Också han utnämndes till hovurmakare. Under 1920 och 1930-talen minskade uppdragen och produktionen av tornur kraftigt och tornursverkstaden lades ner 1942. Efter Lars Linderoths död fortsatte hustrun Viran Linderoth att driva firman vidare, från 1948 som aktiebolag. Företaget upphörde slutligen 1963.
På ett av skyltfönstren stod: "FABRIK FÖR ÅNGBÅTS-UR PENDYLER ELEKTRISKA-UR VÄGG-UR STATIONS-UR BYGGNADS-UR TORN-UR".

## Kalenderuret vid Drottninggatan / Norrmalmstorg

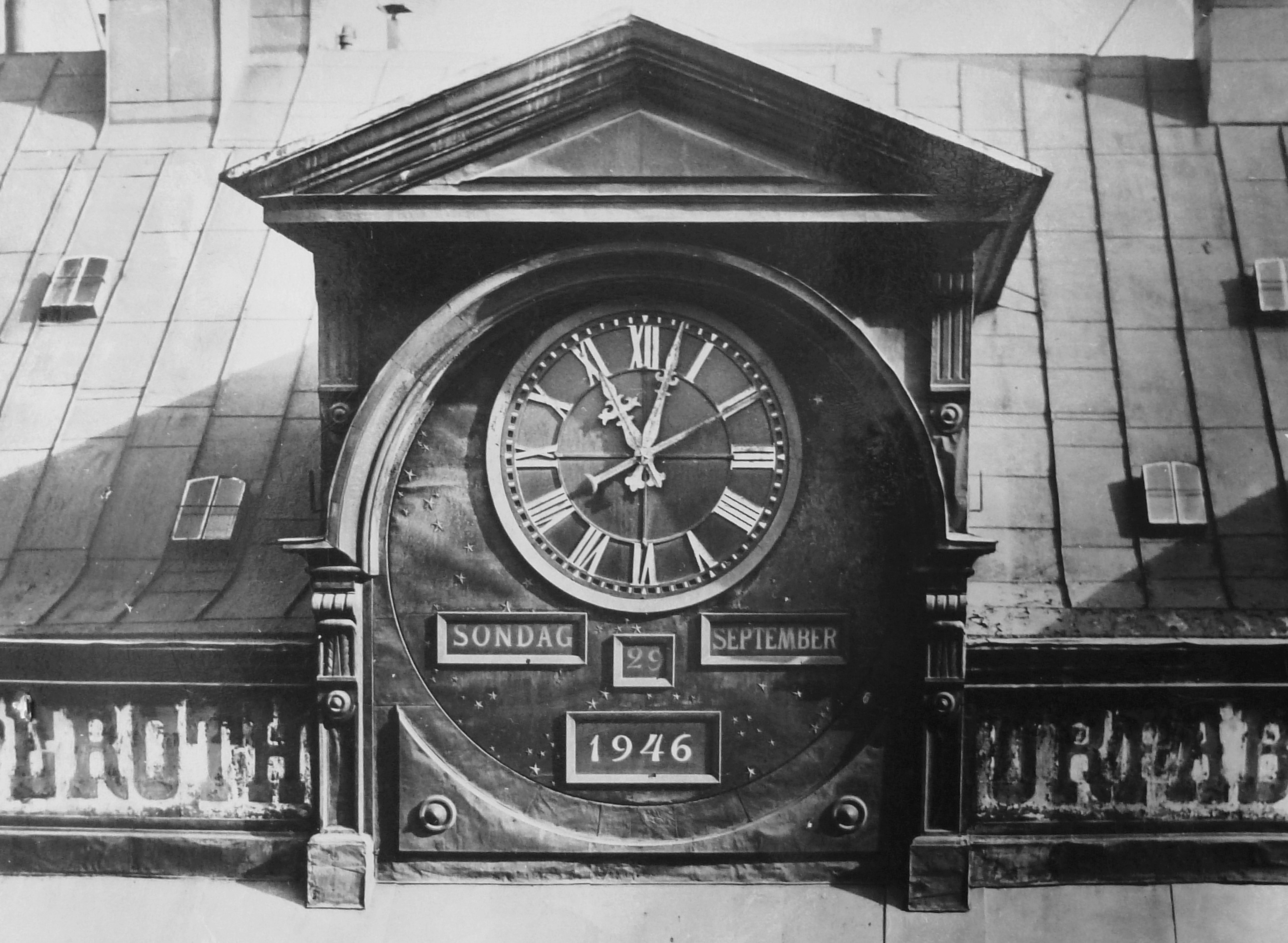
Kalenderuret den 29 september 1946.

Det unika kalenderuret mot Drottninggatan tillkom 1887 när Linderoth lät komplettera takvåningen med några takkupor. I den mellersta placerades kalenderuret. Uret hade konstruerats av urfabrikens verkmästare och chefskonstruktör Claes Gustaf Schweder. Utöver tid visade klockan även dag, veckodag, månad och årtal. Endast årtalet fick ändras manuellt, medan resten skiftade automatiskt. Växlingen av årtal blev till ett uppskattat evenemang i Klarakvarteren på nyårsnatten. 
Uret stannade 1967 och 1968 revs huset inom ramen för Norrmalmsregleringen. Med hjälp av en skylift plockades kalenderuret ner och räddades av Stockholms stadsmuseum som magasinerade det. År 1977 monterads Linderoths kalenderur på fasaden av före detta Kreditbankens hus vid Norrmalmstorg. Kalenderuret är fortfarande en deposition från museet.

## Andra klockor i urval
Flera tusen torn-, pendel- och stationsur färdigställdes under årens lopp på Linderoths urfabrik. Nästan alla kyrkor i Sverige hade vid 1800-talets slut ett tornur från Linderoths urfabrik. Beställare kom inte bara från Sverige utan även från Asien, Nord- och Sydamerika samt flera europeiska länder. Speciellt intresse väckte 1872 den transparenta urtavlan på Stockholms central, som sedan följdes av flera hundra andra, alltifrån 1/2 meters till 4 meters storlek.

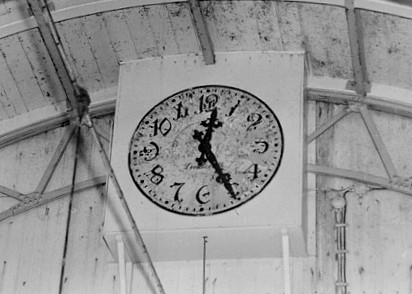
Uret i Gamla Hötorgshallen.

Ett av Linderoths många ur hängde från taket vid ena kortväggen i gamla Hötorgshallen. Uret kom upp när hallen byggdes på 1880-talet och försvann när hallen revs 1953. Konkurrenten F.W. Tornberg urfabrik & urhandel hade sitt ur i Östermalms saluhall deras ur finns fortfarande kvar.
Ett av Linderoths ur är det enda som är kvar från tidningserans tid i Klarakvarteren. Det är Stockholms-Tidningens gamla klocka från 1903 som finns i hörnet av Vattugatan och Klara södra kyrkogata. Mannen som tungt bär på den tresidiga klockan är formgiven av Gottfrid Larsson.
Att Stockholms stadshus inte skulle ha något tornur är en myt. Redan 1909 föreslog Ragnar Östberg ett tornur, men då vänt inåt Borgargården. År 1916 donerades tornuret ovanför Göransleken av Linderoths urfabrik. För formgivningen av tornuret stod dåvarande ägaren John G. Linderoth, som en skiss från 1919 visar. Uret har efter gammalt mönster bara timvisare och är kopplat till tornklockorna. Ett speciellt maskineri med två stora, tunga  lod driver uret, timslagen och Örjanslåten samt Göransleken.
Bland andra större klockor ur Linderoths produktion märks den på Centralposthusets torn vid Vasagatan, liksom Landstingshuset på Hantverkargatan. Där står urfabrikens namn i klockan, vilket är mycket ovanligt. Många kyrkor runtom i Sverige har ett tornur från Linderoths, exempelvis Storkyrkan, Klara kyrka, Engelbrektskyrkan, S:t Görans kyrka och Sofia kyrka i Stockholm, Skara domkyrka, Göteborgs domkyrka, Uppsala domkyrka samt Kristina kyrka i Sala.
Linderoths första tornur som beställdes 1853 av Oscar II till Tullgarns slott byttes av urfabriken 1899, orsaken är okänd. Uret renoverades 1994.

### Tornur från Linderoths produktion, ett urval

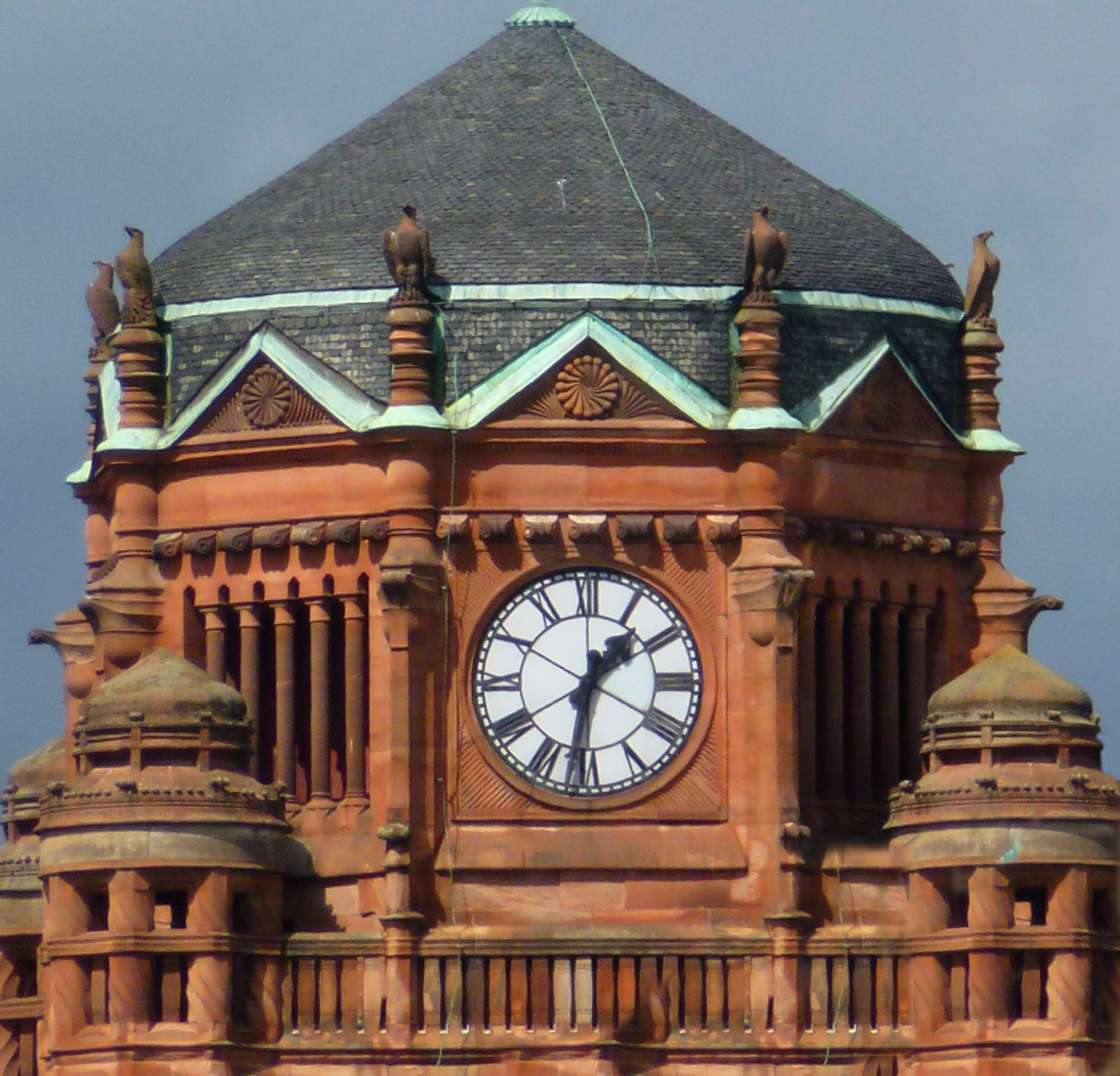
Centralposthuset, Stockholm
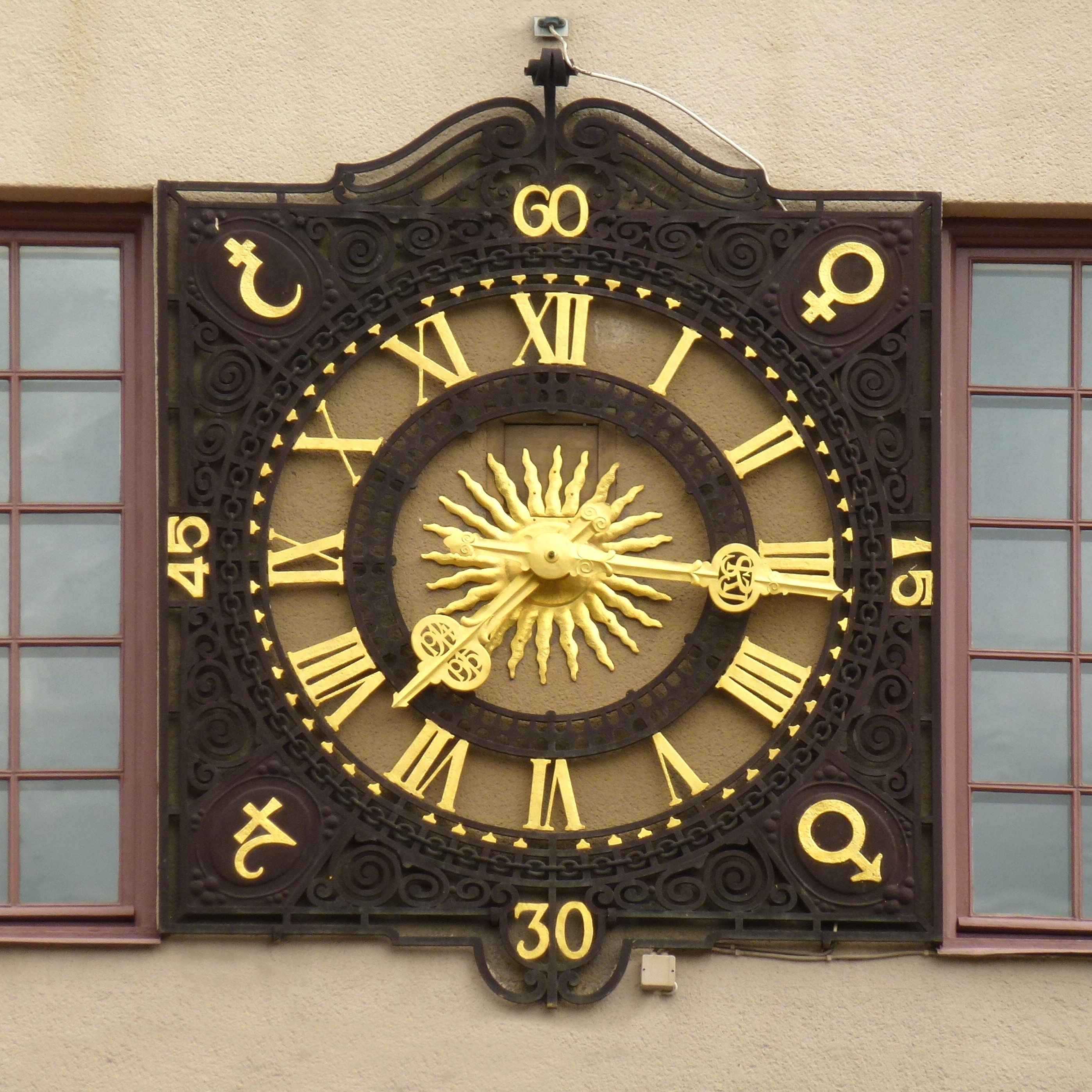
Stockholm–Roslagens Järnvägars stationsur
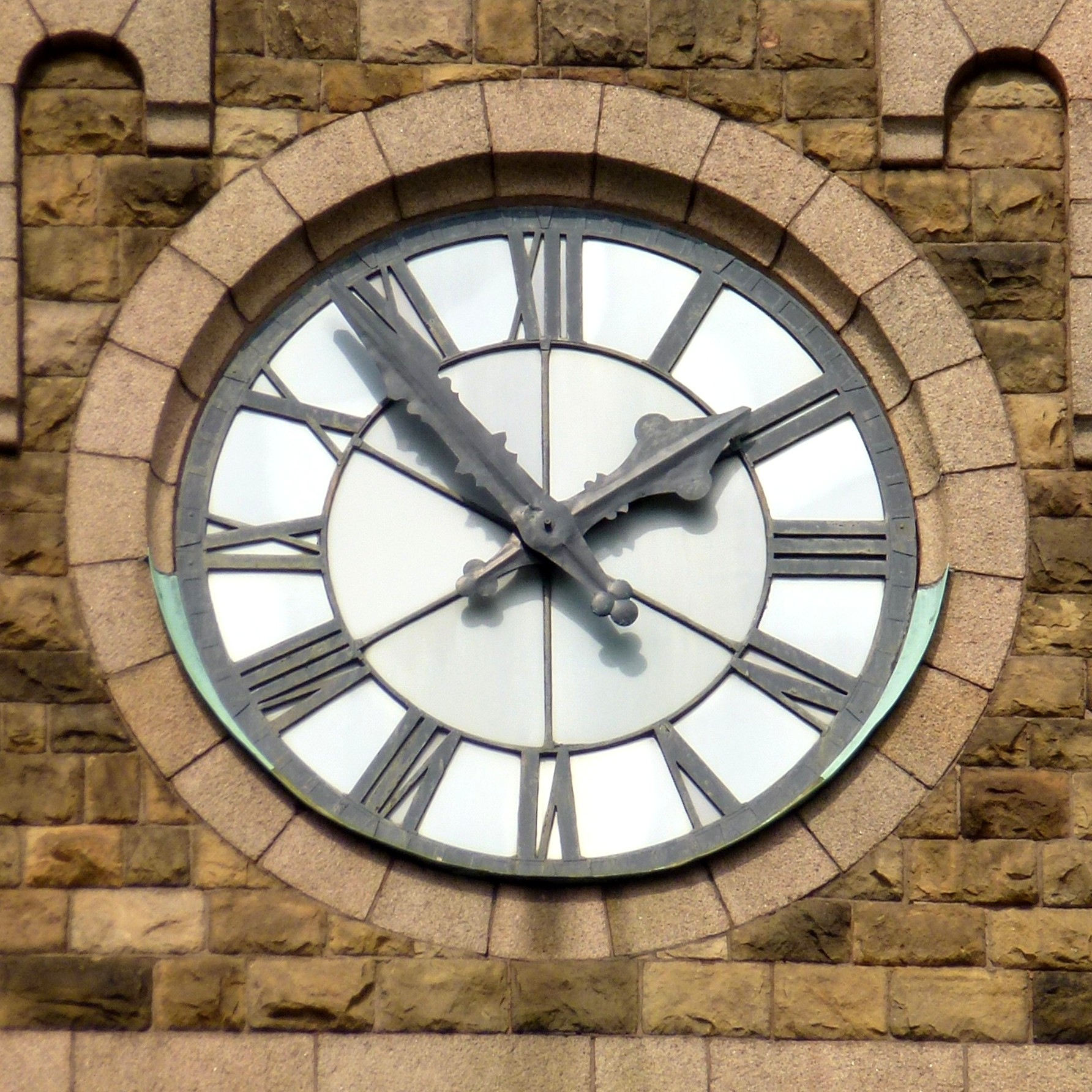
Sofia kyrka
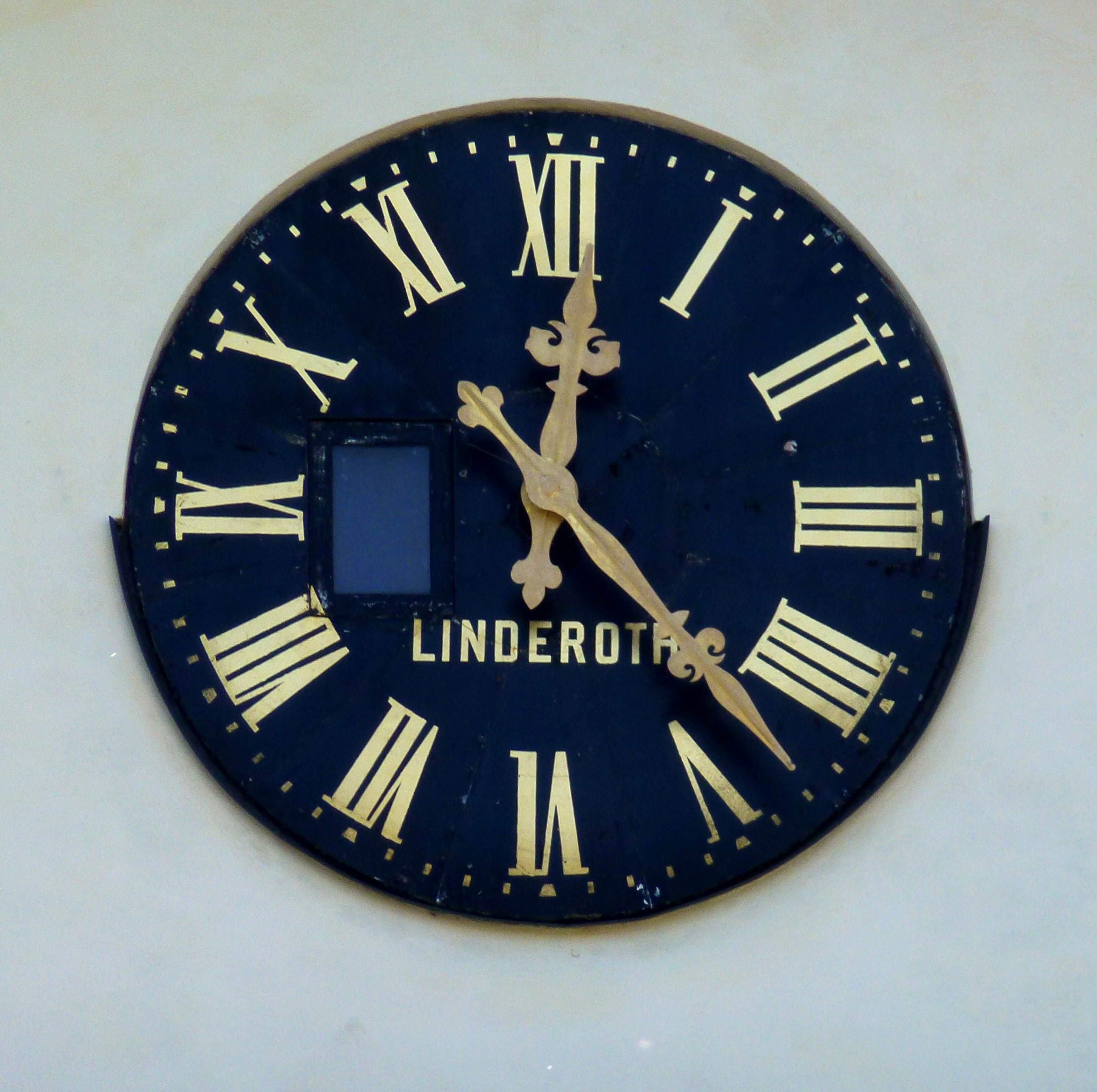
Landstingshuset, Stockholm
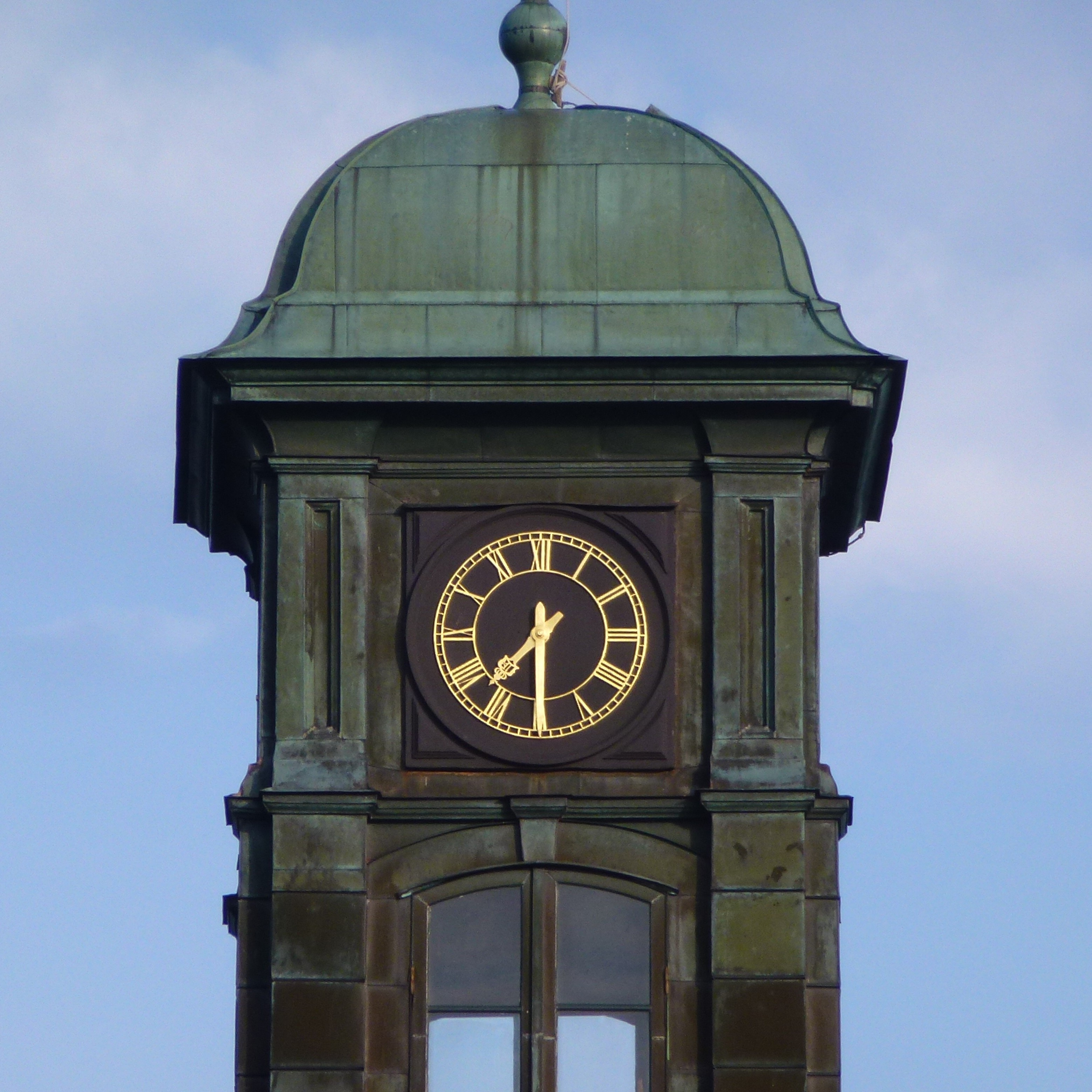
Tullgarns slott
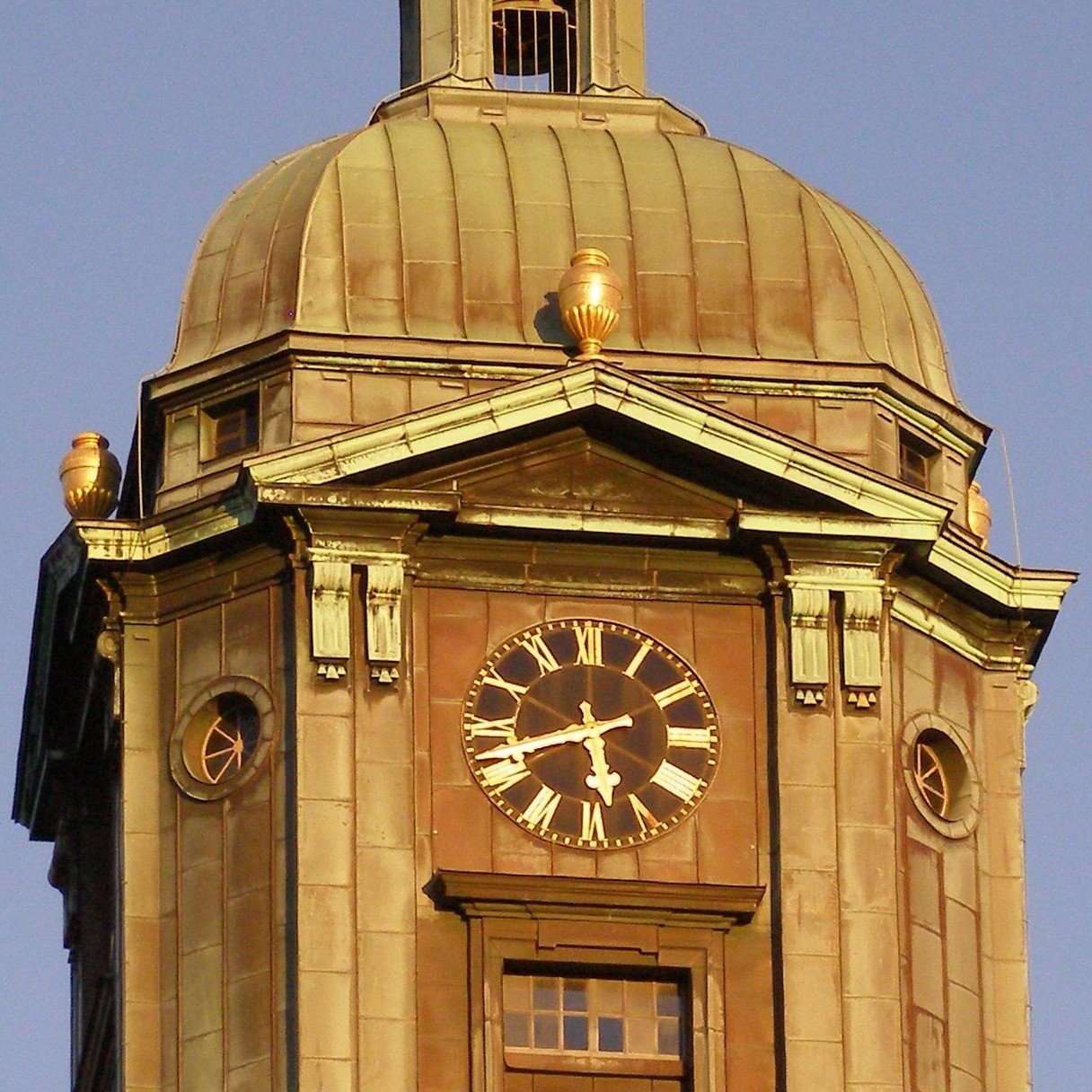
Göteborgs domkyrka
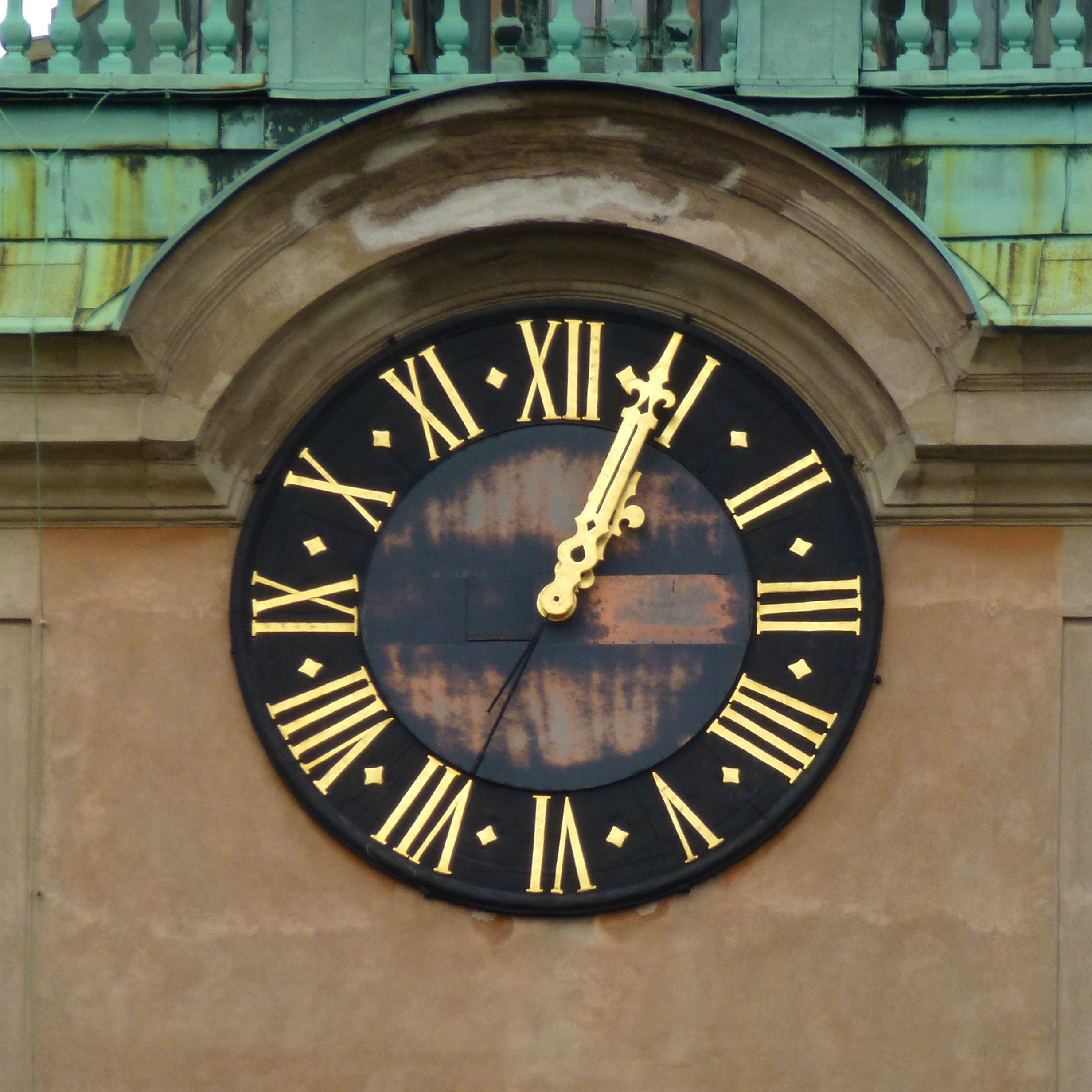
Storkyrkan
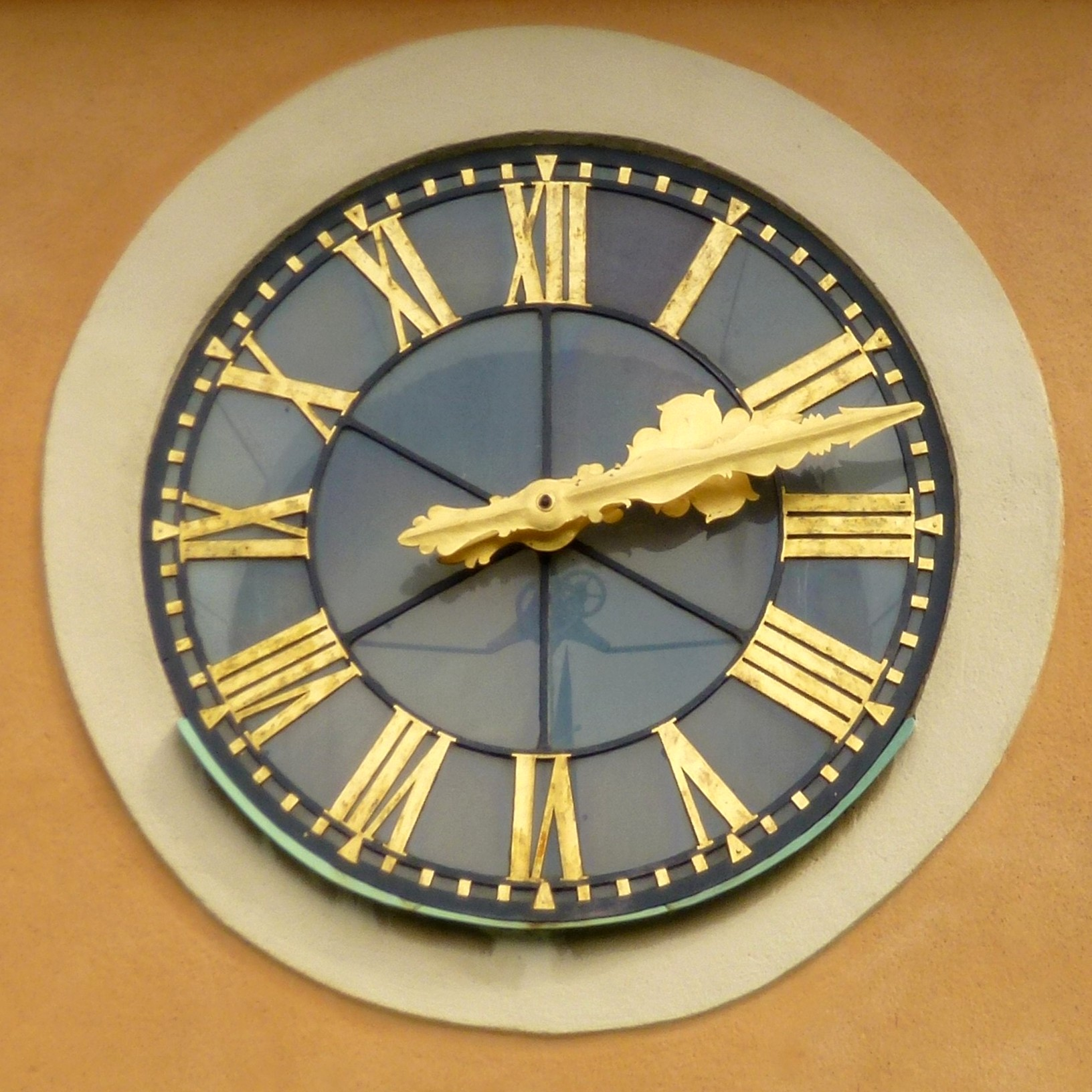
Maria Magdalena kyrkas tornur
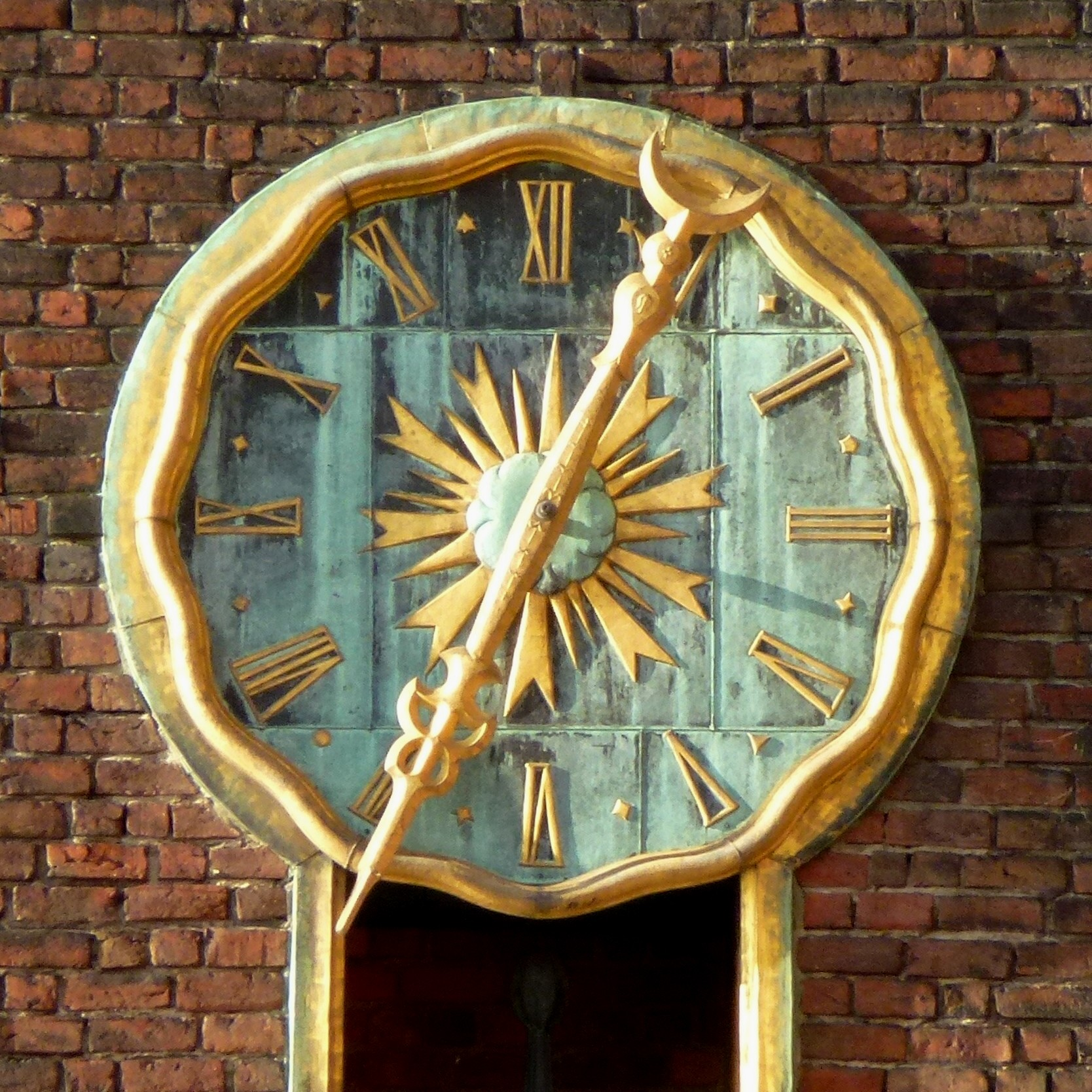
Ur i Stockholms stadshus
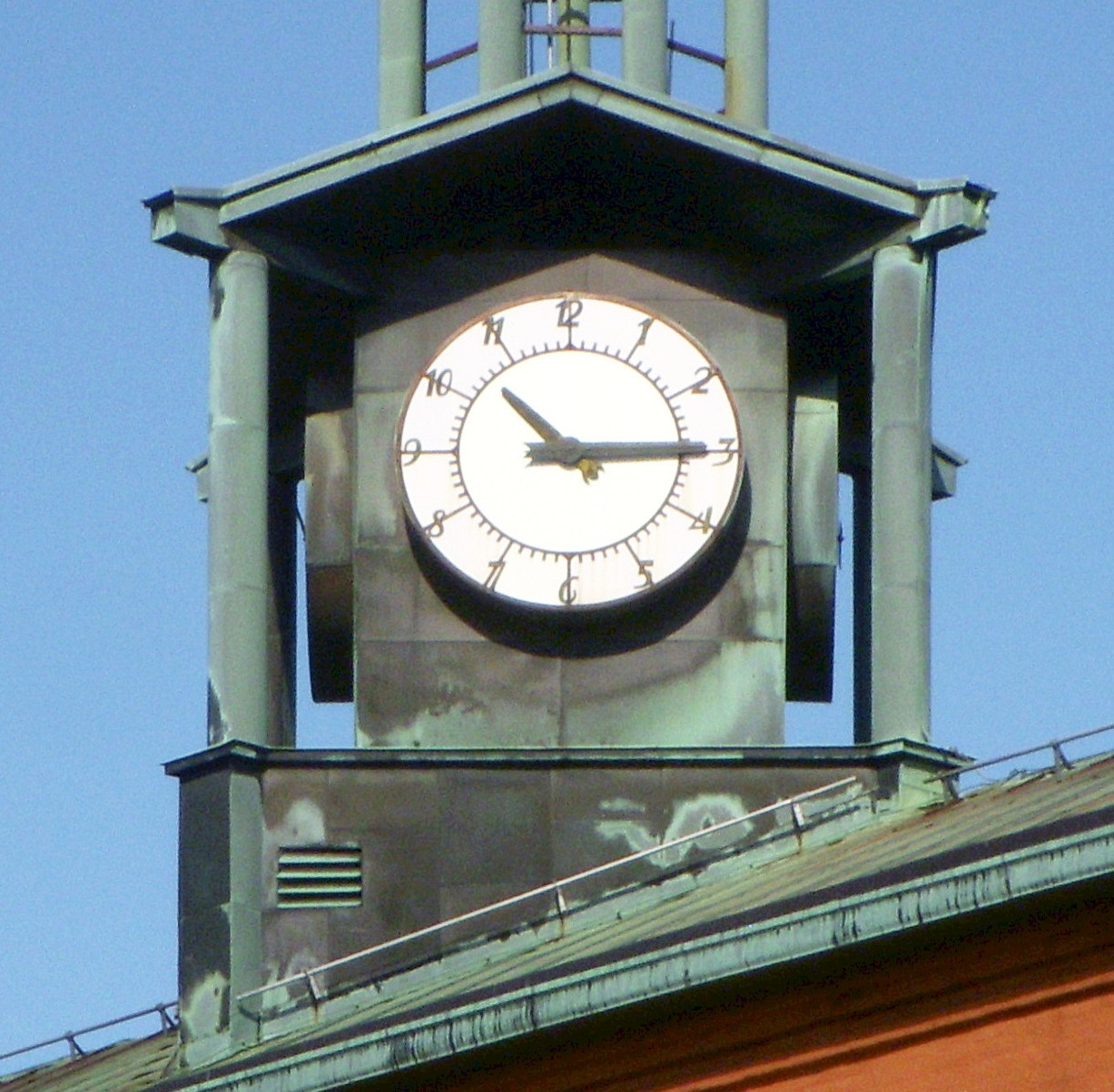
Ludvika stadshus